# Solo (rivier)
De Solo oftewel de Bengawan Solo is de langste rivier van het Indonesische eiland Java. De rivier is ongeveer 540 kilometer lang. De rivier is vooral bekend om het gelijknamige lied Bengawan Solo gecreëerd door Gesang Martohartono in de jaren 40 van de twintigste eeuw.
Langs deze rivier zijn de fossiele resten van de Solo-mens (Homo erectus soloensis) gevonden.
- Virtual International Authority File: 315529949